# Isla Zvërnec
Isla Zvërnec (en albanés: Ishulli i Zvërnecit) es una isla dentro de la Laguna Narta en el sur de Albania.
La isla está casi toda cubierta de altos pinos y se encuentra al este de otra isla mucho más pequeña. Mide 430 m de largo y tiene una anchura máxima de 300 m. Zvërnec está conectada al continente por un puente de madera de 270 m de largo.
La isla es una atracción turística, ya que contiene el bien conservado Monasterio bizantino Zvërnec del siglo XIII o XIV. Cerca de la isla se encuentra el pueblo que lleva el mismo nombre.